# Sụ quả to
Sụ quả to hay re trắng quả to (danh pháp khoc học: Phoebe poilanei) là một loài thực vật thuộc họ Lauraceae. Đây là loài đặc hữu của Việt Nam.